# Vexille
Pour plus de détails, voir Fiche technique et Distribution.
Vexille (ベクシル 2077日本鎖国, Bekushiru 2077 Nihon Sakoku) (Vexille isolement du Japon 2077) est un film d'animation de science-fiction japonais réalisé par Fumihiko Sori, sorti le 18 août 2007.
Le film a été diffusé en avant-première au Festival international du film de Locarno le 1er août 2007.

## Synopsis
Japon 2077, Vexille est une femme agent du SWORD qui enquête dans le milieu de la robotique expérimentale. L'opinion publique s'inquiète des dérives des nanotechnologies et de la vie synthétique, alors l'ONU interdit la recherche sur la robotique. L'entreprise Daiwa proteste afin de poursuivre les recherches, provoquant par la suite l'isolation du Japon qui a décidé de couper tout lien avec le reste du monde.

En 2067, une maladie inconnue frappe le Japon et est combattue par un vaccin expérimental. En réalité, la maladie a été créée par Daiwa et le «vaccin» a été utilisé comme excuse pour que Daiwa commence à tester des nanotechnologies expérimentales. Chaque citoyen japonais est alors modifié en une forme de vie synthétique. Mais il advient des effets secondaires imprévus; la conversion est imparfaite, ce qui a fait que les humains infectés perdent leur libre arbitre et deviennent comme des machines vivantes.

## Fiche technique
- Réalisation : Fumihiko Sori
- Scénario : Haruka Handa et Fumihiko Sori
- Producteur : Toshiaki Nakazawa, Ichirô Takase, Yumiko Yoshihara
- Distribution : Shōchiku Company, FUNimation Entertainment
- Langue(s) : Japonais
- Montage : Fumihiko Sori
- Animateur : FUNimation Entertainment
- Décors : Toru Hishiyama
- Musique : Paul Oakenfold
- Budget : US$10,000,000
- Effets spéciaux : Niki Cooper, Tadao Matsuno, Yi Ma, Toshinori Takata, Hidetaka Yosumi
- Son : Dolby Digital
- Public : USA interdit au -13ans, UK -12 ans

## Distributions des voix
| Japonais - Meisa Kuroki : lieutenant commandant Vexille Serra - Shōsuke Tanihara : commandant Leon Fayden - Yasuko Matsuyuki : Maria - Takaya Kuroda : Zack - Akio Ohtsuka : Saito - Romi Park : Takashi - Takahiro Sakurai : Ryo - Toshiyuki Morikawa : Kisaragi - Tetsuya Kakihara : Taro - Takayuki Sugo : captaine Borg - Kenji Takahashi : Saga - Jiro Saito (en) : chairman Itakura | Français - Julie Deliquet : lieutenant commandant Vexille Serra - Cyril Aubin : commandant Leon Fayden - Marie Diot : Maria - Jochen Haegele : Zak - Antoine Tomé : Saito - Gwenäelle Julien : Takashi - Emmanuel Gradi : Ryo - Jacques Albaret : Kisaragi - Frédéric Souterelle : capitaine Borg - Jean-Marc Montalto : Hoc - Jean-Pierre Leblan : Geir |  |

## Musique du film
- Sortie par le label Playlouderecordings le 20 août 2007

Liste des titres
1. Basement Jaxx Feat. Linda Lewis - Close Your Eyes
2. Boom Boom Satellites - Easy Action
3. DJ Shadow - War Is Hell
4. Asian Dub Foundation - Target Practice
5. Carl Craig - Future Love Theme
6. Paul Oakenfold - Message 2 U
7. DJ Shadow - Outsider Intro (instrumental)
8. The Prodigy - The Shadow
9. M.I.A. - BirdFlu
10. Underworld - Food a Ready
11. Black Strobe - Brenn Di Ega Kjerke (Vexille mix)
12. Paul Oakenfold - I’m Alive
13. Various (UK) - Cutz
14. Paul Oakenfold - More than Human
15. Dead Can Dance - Host of Seraphim